# Apterona powelli
Apterona powelli är en fjärilsart som beskrevs av Charles Oberthür 1922. Apterona powelli ingår i släktet Apterona och familjen säckspinnare. Inga underarter finns listade i Catalogue of Life.